# Kahun-papyrusen

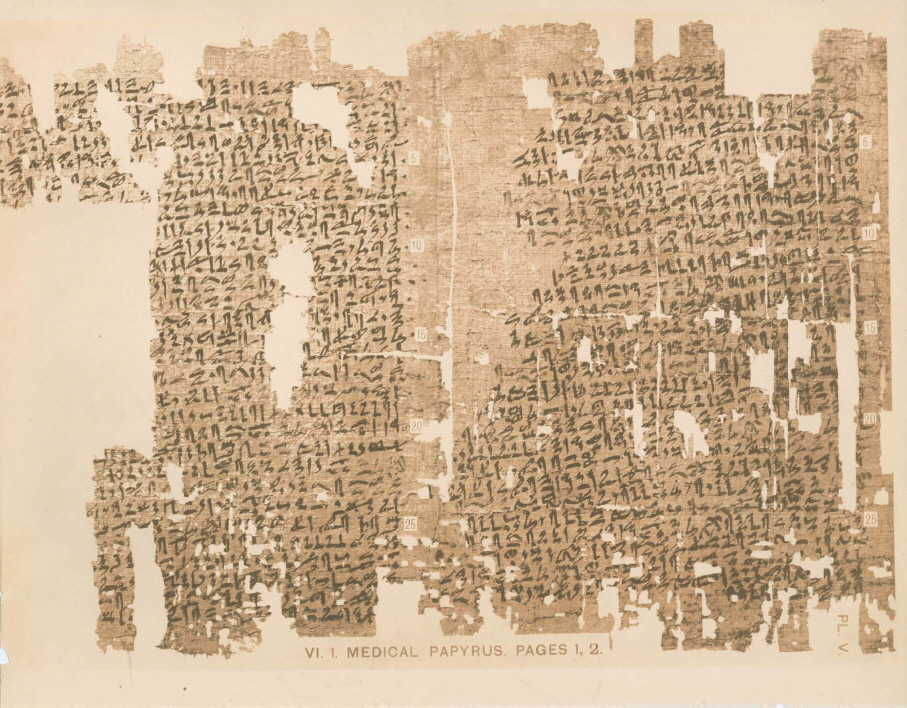
Kahun-papyrusen VI 1, texter om gynekologi

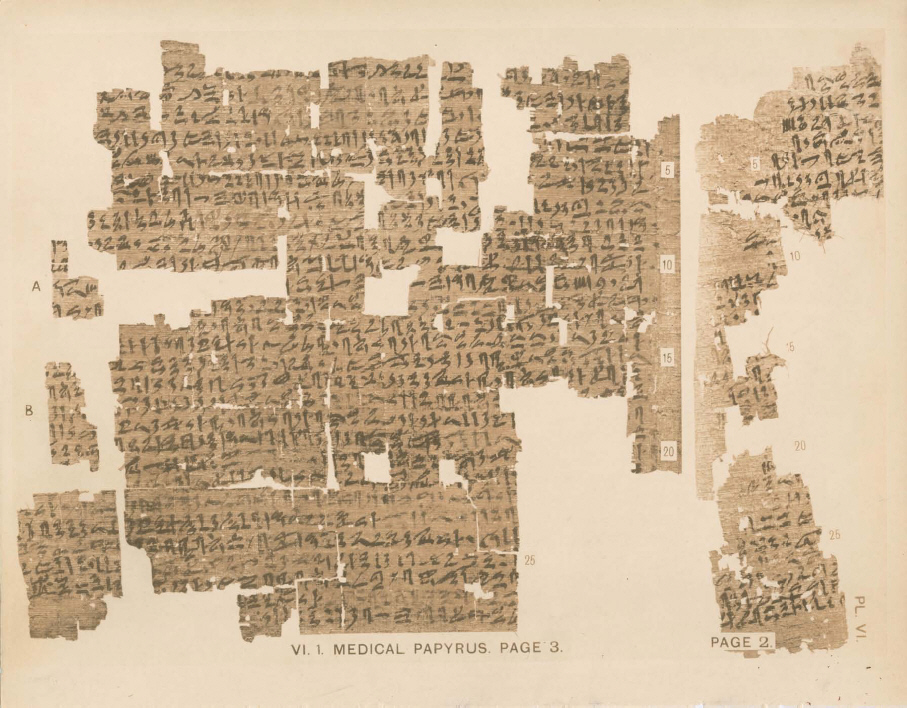
Kahun-papyrusen VI 3, texter om gynekologi

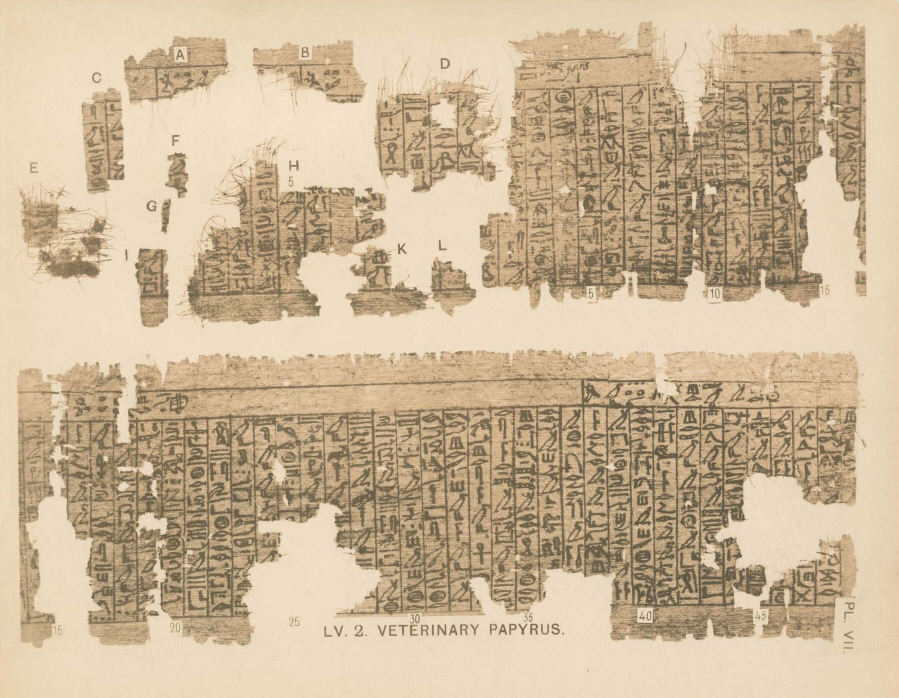
Kahun-papyrusen LV 2, texter om veterinärmedicin

Kahun-papyrusen (även Lahun-papyrusen och Petriepapyrusen) är den äldsta bevarade skriften om gynekologi och veterinärmedicin och bland de äldsta skrifterna om medicin, några ark innehåller också skrifter om matematik. Papyrusrullen är från cirka 1800-talet f.Kr. och förvaras idag på Petrie Museum of Egyptian Archaeology vid University College London.

## Manuskripten
Kahun-papyrusen beskriver en rad gynekologiska och veterinärmedicinska åkommor men innehåller även texter om matematik. Texten är skriven i hieratisk skrift. Papyrusarken dateras till cirka mellan 1900-talet och 1800-talet f. Kr. under Egyptens tolfte dynasti. Manuskriptet är ett av de bevarade Fornegyptiska medicinska papyri.

### Om Gynekologi
Papyrusens gynekologiska delar beskriver behandling av sjukdomar i slidan och livmodern, metoder för diagnostik av graviditet och fostrets kön och former av preventivmedel. Bland dessa nämns beredningar av krokodilavföring (en liknande beskrivning återfinns även i Ramesseum papyri), honung och surmjölk.
Manuskriptet består av 34 kolumner uppdelad på 4 avsnitt. Det första avsnittet om 17 delar har samma upplägg. Dessa har en specifik titel och beskriver konsekvent symtomen för olika diagnoser. Det andra avsnittet om 8 delar är svårtydda men de sista handlar om preventivmedel. Det tredje avsnittet om 7 delar handlar om olika metoder att fastställa en graviditet. Det sista avsnittet om 2 delar handlar om olika tillstånd under en graviditet.

### Om veterinärmedicin
Papyrusens veterinärmedicinska delar beskriver en rad djursjukdomar och råd om hur dessa kan behandlas och förebyggas. Skriften avhandlar främst boskap men tar även upp lite om husdjur.

### Om matematik
Papyrusens matematiska del består av 6 mycket fragmenterade delar och beskriver bland annat beräkning av bråk (fragment IV, 3), fördelning mellan rationella tal i aritmetisk följd (fragment IV, 2) och beräkning av volymen i en cylindrisk behållare (fragment IV, 3).

## Historia
1889 upptäcktes papyrusarken av brittiske William Flinders Petrie vid utgrävningar i al-Lahun nära al-Fayyūm i Egypten.
1898 publicerades även den första översättningen "The Petrie Papyri. Hieratic Papyri from Kahun and Gurob" gjord av Francis Llewellyn Griffith och utgiven i London.